# Tylko aniołowie mają skrzydła
Tylko aniołowie mają skrzydła (oryg. Only Angels Have Wings) – amerykański film z 1939 w reżyserii Howarda Hawksa.

## Opis fabuły
W odizolowanym południowoamerykańskim porcie handlowym, zarządca firmy transportującej frachtem powietrznym jest zmuszony narażać życie swoich pilotów w celu zdobycia ważnego kontraktu.

## Nagrody i nominacje
| Nazwa nagrody | Wygrane | Nominacje                                                   |
| ------------- | ------- | ----------------------------------------------------------- |
| Oscar         | –       | najlepsze efekty specjalne: Roy Davidson (I), Edwin C. Hahn |